# Ascensor

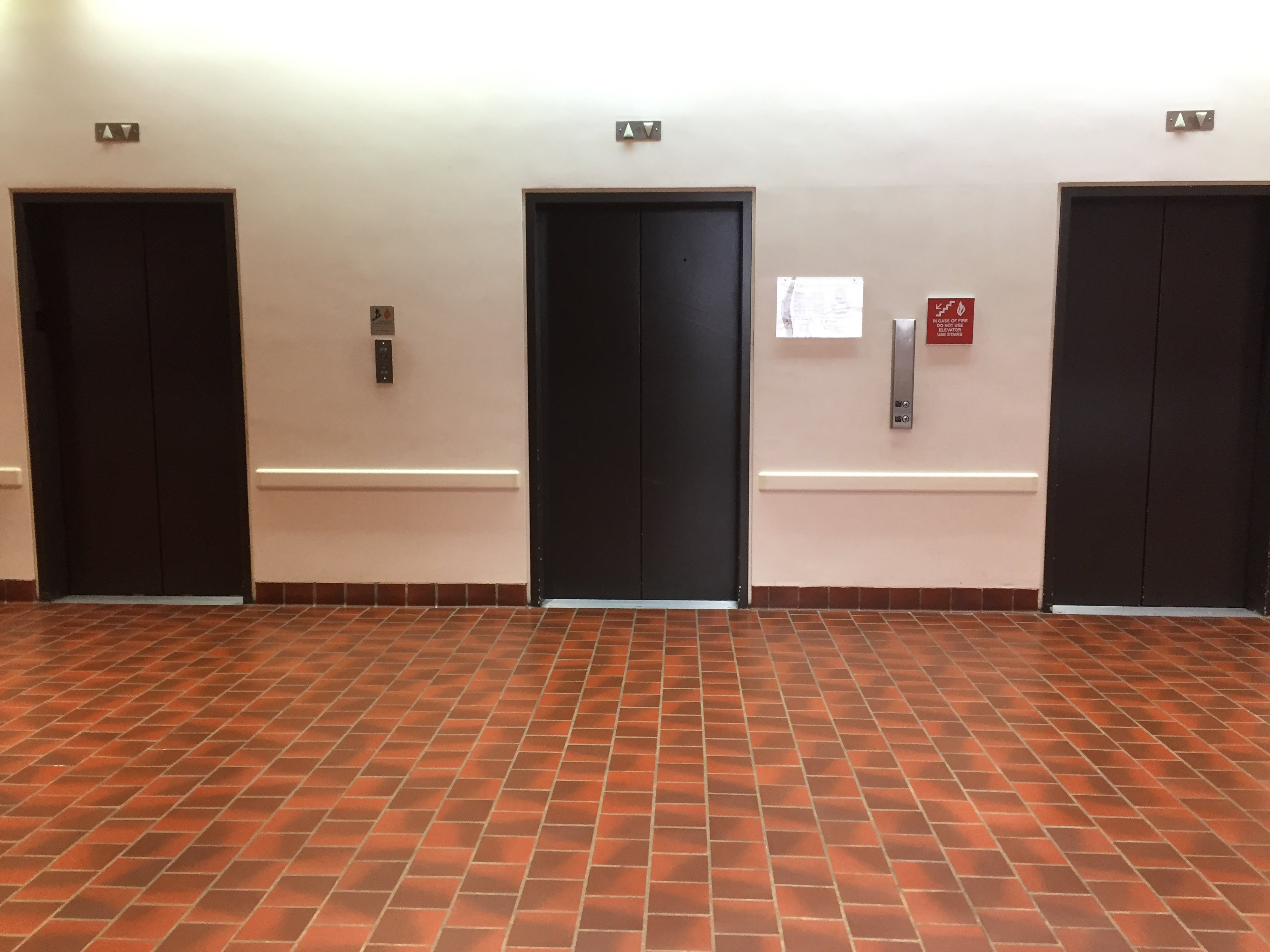

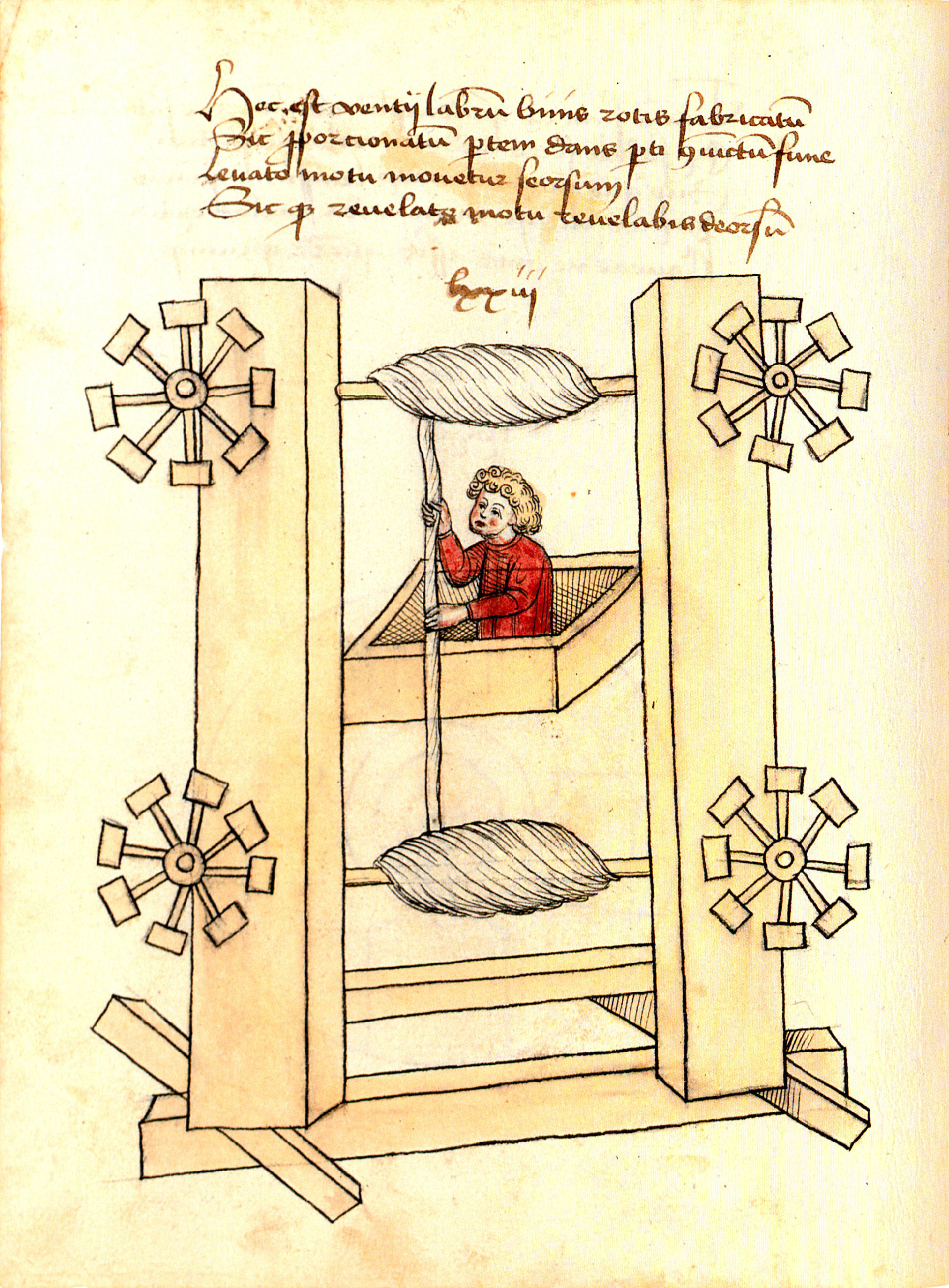
Imaginea unui lift din secolul al 15-lea

Un ascensor (sau lift) este un mecanism ce se mișcă pe direcție verticală și poate transporta persoane (sau materiale) între etaje (niveluri sau punți, la vapoare) într-o clădire sau în alte structuri, scutind persoanele respective de depunerea unui efort fizic ridicat pentru a urca sau coborî. Ascensoarele folosesc, în general, energia electrică pentru a se putea deplasa, sau o pompă hidraulică cu fluid pentru a ridica un piston cilindric.

## Istoric
Primul ascensor comercial din lume a fost instalat de compania de ascensoare Otis în magazinul universal E.V. Haughwout & Co. din New York, în martie 1857. După faza hidraulică, primul ascensor electric a fost creat de firma Siemens în Mannheim în anul 1880.
Anul 1861 a venit cu noi îmbunătățiri aduse ascensorului, anume corzi de susținere mai rezistente. Această transformare a mărit considerabil popularitatea ascensoarelor.
În 1862 a apărut primul funicular destinat transportului de pasageri în Lyon, având aproape același principiu de funcționare ca cel al ascensorului. Acesta circula pe o distanță de aproximativ 470 m, pe o pantă de 16º.
Un an mai târziu William Miller a inventat primul ascensor cu coloană de suport elicoidală pentru ridicare și care împiedica căderea cabinei.
În 1867 frații Otis au primit Medalia de Aur pentru „cea mai mare invenție pentru companiile mici”.
După exact un an Richard Waygood a obținut patentul pentru primul ascensor hidraulic pentru transportul de persoane.
C.W. Baldwin a introdus un nou concept în proiectarea ascensoarelor hidraulice: folosirea masei apei, nu a presiunii exercitate de aceasta pentru deplasarea cabinei. De asemenea, a sugerat utilizarea unor uși mai rezistente, de fier, pentru siguranța pasagerilor. 

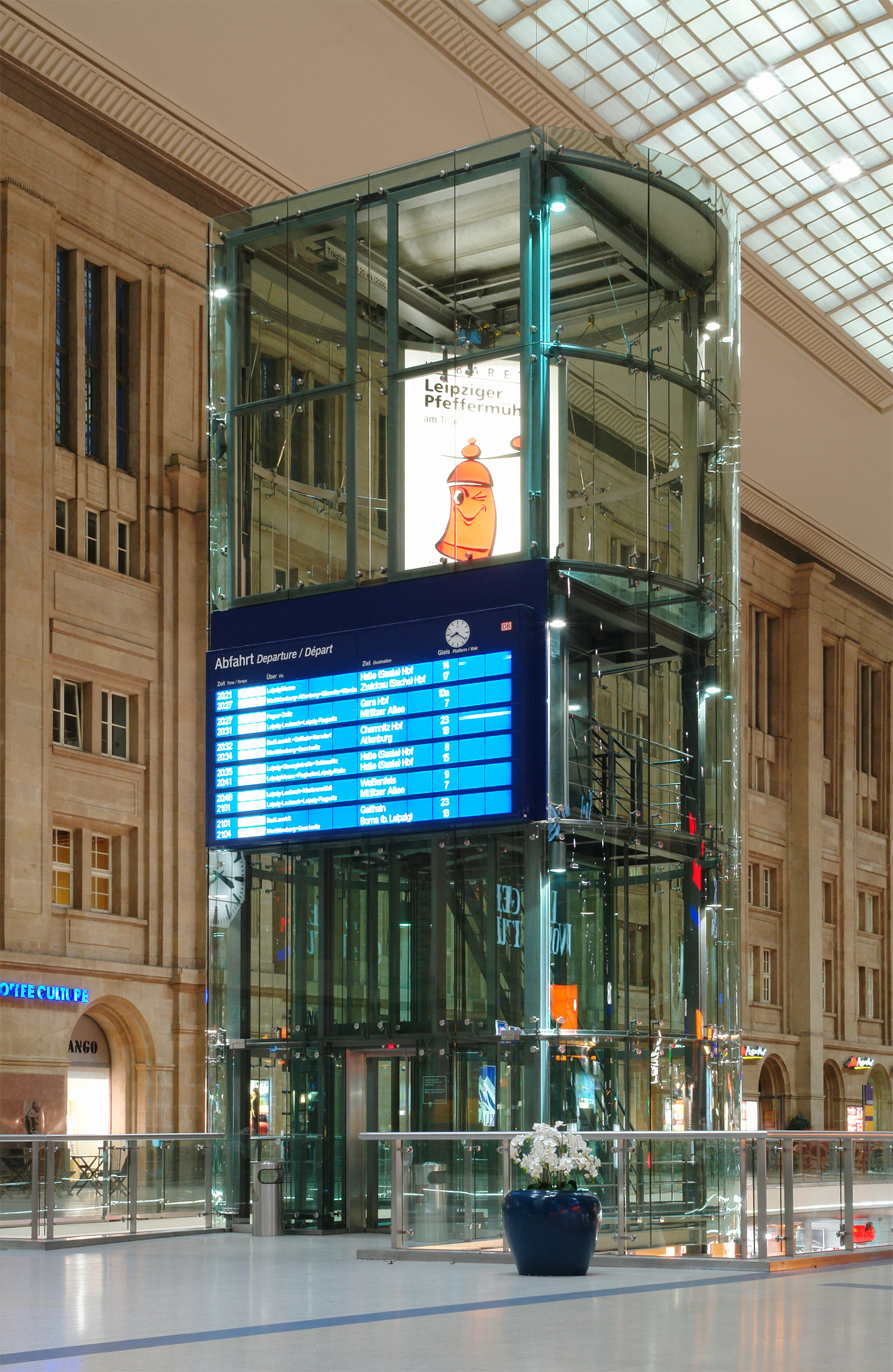
Ascensor la gara din Leipzig

Anul 1878 a venit cu o revoluție în istoria ascensoarelor, folosirea curentului electric. Această idee le-a venit inginerilor de la Siemens, din Germania. Cu toate acestea, ascensoarele electrice au început sa se răspândească abia 9 ani mai târziu, mai ales pe continentul american și în Marea Britanie.
La intrarea în secolul XX, compania Otis a inventat așa-numitul buton „Push”, care a ușurat folosirea ascensoarelor, prin faptul că nu mai era necesar personal care să acționeze ascensorul.
În SUA printre primele coduri privind funcționarea ascensoarelor au fost cele introduse în 1914 (Boston), 1916 (California) și 1918 (New York City). Codul din 1918 din New York City restricționa viteza la 700 picioare/minut (cca 213 m/minut), dar în 1931 această restricție a fost revizuită pentru a putea instala ascensoare cu viteza de 1000 picioare/minut (cca 304 m/minut) în Empire State Building.